# Melanagromyza burgessi
Melanagromyza burgessi är en tvåvingeart som först beskrevs av Malloch 1913.  Melanagromyza burgessi ingår i släktet Melanagromyza och familjen minerarflugor. Inga underarter finns listade i Catalogue of Life.